# Stefan Dmochowski

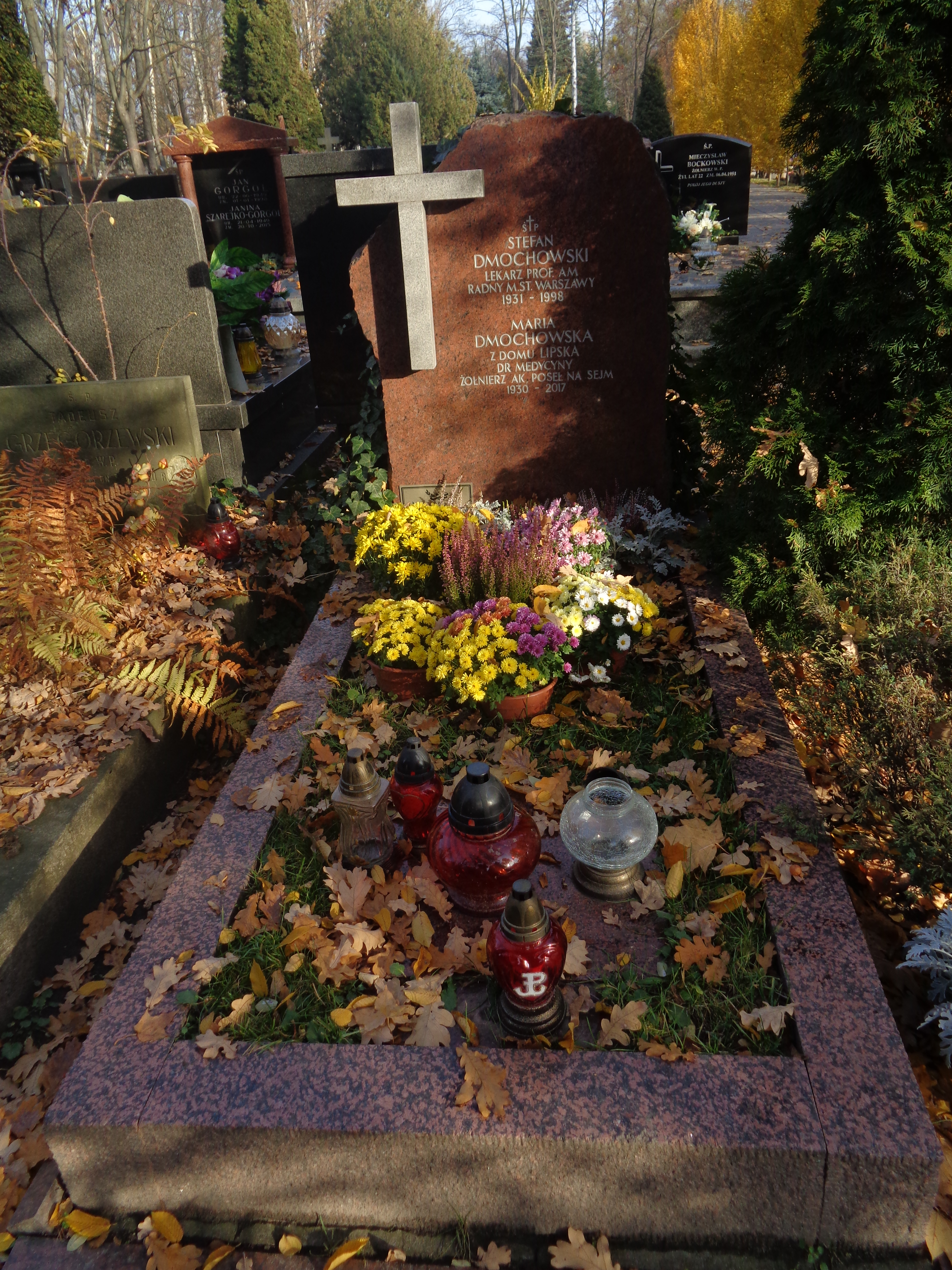
Grób Stefana Dmochowskiego i jego żony Marii na Cmentarzu Wojskowym na Powązkach

Stefan Dmochowski (ur. 30 czerwca 1931 w Warszawie, zm. 16 czerwca 1998 tamże) – polski lekarz, internista, pulmonolog, doktor habilitowany nauk medycznych, profesor Akademii Medycznej w Łodzi. Pełnił funkcję ordynatora IV Oddziału Chorób Wewnętrznych Szpitala Bielańskiego w Warszawie. Radny miasta stołecznego Warszawy. Syn Jerzego Dmochowskiego, absolwenta SGGW - właściciela majątku Jeleniec w powiecie łukowskim oraz uczestnika wojny 1920 roku i Jadwigi z domu Goebel. Jego stryjem był wybitny biochemik Antoni Dmochowski. Był mężem Marii Dmochowskiej z domu Lipskiej, ojcem Piotra Dmochowskiego-Lipskiego, szwagrem Jana Józefa Lipskiego i Zofii Celińskiej oraz wujem Andrzeja Celińskiego.
Jest pochowany na Cmentarzu Wojskowym na Powązkach (kwatera 19C-4-14).